# カイル・オブ・ロハルシュ線
カイル・オブ・ロハルシュ線（カイル・オブ・ロハルシュせん、英:Kyle of Lochalsh Line）とは、スコットランド・ハイランド地方のディングウォル駅からカイル・オブ・ロハルシュ駅を結ぶ鉄道路線である。

## 運行形態
ディングウォル発着の列車はなく、全列車ファー・ノース線を経由しインヴァネス発着で運転される。またカイル・オブ・ロハルシュ発の1日1本のみ、インヴァネスからさらに先アバディーン-インヴァネス線のエルギン駅まで直通する（片道のみの運行かつ日曜運休）。
定期列車は各駅停車のみの運行で、速達列車の設定はない。列車本数はきわめて少なく、平日・土曜日は1日4往復、日曜日は1日2往復である。また、冬季の日曜日は1日1往復に減便される。
全列車が（インヴァネス～）ディングウォル～カイル・オブ・ロハルシュ間の通し運転であり、区間列車は存在しない。
特に利用客の少ない一部の駅は、リクエスト・ストップとなる。これらの駅で下車する場合は、予め車掌にその旨を知らせておかなければならない。

## 使用車両
158形気動車が使用され、2両または4両編成で運行している。